# Galgensee (Naturdenkmal)
Der Galgensee ist ein Naturdenkmal im Steigerwaldvorland, das sich über eine Fläche von etwa zwei Hektar erstreckt. Es befindet sich in Prichsenstadt, einer Stadt im unterfränkischen Landkreis Kitzingen. Das Naturdenkmal liegt grob zwischen der Stadt Prichsenstadt im Osten sowie Laub im Norden und Reupelsdorf im Westen. Die Ausweisung als Schutzgebiet erfolgte im Jahr 1980.

## Geographische Lage
Das Schutzgebiet liegt im Naturraum Steigerwaldvorland. Das Naturdenkmal befindet sich östlich der Waldabteilung Ameisenholz sowie westlich des Ehrberges (260 m ü. NHN). Östlich des Naturdenkmals liegt der Weinort Prichsenstadt, nordwestlich Laub, ein Stadtteil von Prichsenstadt, westlich Reupelsdorf und südlich Wiesentheid. Das Gebiet liegt außerdem auch innerhalb des Vogelschutzgebietes Südliches Steigerwaldvorland.
Der auf älteren Karten deutlich größer eingezeichnete Teich im Schutzgebiet entwässert wie die gesamte Fläche über den kurzen Dienstbach und dann den Altbach zu Schwarzach und Main.

## Schutzstatus und Schutzgründe
Der Galgensee wurde 1980 als Schutzgebiet ausgewiesen mit dem Zweck, das Feuchtbiotop, bestehend aus einem Teich und Sumpfgelände, aufgrund seiner ökologischen Bedeutung zu erhalten und die durch die Tier- und Pflanzenwelt geprägte Landschaft im öffentlichen Interesse zu bewahren. Es ist verboten, die natürlichen Wasserläufe und Wasserflächen sowie deren Ufer, den Grundwasserstand sowie den Wasserzufluss und -abfluss zu verändern. Innerhalb des Gebietes liegen die Biotope Galgensee bei Prichsenstadt und Magerrasen am Galgensee bei Prichsenstadt. Die Hauptbiotoptypen umfassen Sandmagerrasen, Großröhrichte und Sumpfwälder. Die Biotoptypen lassen sich jedoch keinen Lebensraumtypen zuordnen. International ist das Gebiet schwer einzuordnen, da es nicht an die IUCN gemeldet wurde und wahrscheinlich auch nicht deren Größenkriterien entspricht.

## Artnachweise
Besonders hervorzuheben sind die Artnachweise, die auf der Liste der Roten Liste der gefährdeten Arten stehen. Darunter befinden sich unter anderem die Karthäusernelke, das Gewöhnliche Bitterkraut sowie die Sand-Grasnelke. Außerdem wurden das Kanadische Berufkraut, Wiesen-Labkraut, Traubenkirsche, Stieleiche, Glatthafer, Wolliges Honiggras, Wilde Möhre, Schwarzerle, Sumpf-Schwertlilie und Sumpf-Helmkraut nachgewiesen.